# Пењалолен
Пењалолен (шп. Peñalolén) је општина у Чилеу. По подацима са пописа из 2002. године број становника у месту је био 216.060.

## Демографија
| 2002.   |
| ------- |
| 216,060 |